# Mississippi Masala
Mississippi Masala es un drama romántico de 1991 dirigido por Mira Nair, basado en el guion de Sooni Taraporevala y protogonizado por Denzel Washington, Sarita Choudhury y Roshan Seth. Filmado principalmente en el Misisipi rural, el film explora el romace interracial entre un afroamericano y una indoamericana.

## Argumento
En 1972, el dictador Idi Amin promulga la política de expulsión enérgica de los asiáticos de Uganda. Una familia de indios ugandeses de tercera generación, que residen en Kampala, a regañadientes y entre lágrimas abandonan su hogar y se mudan. Después de pasar unos años en Inglaterra, Jay, Kinnu y Mina se establecen en  Greenwood, Misisipi para vivir con miembros de la familia que poseen una cadena de moteles allí. A pesar del paso del tiempo, Jay no puede aceptar su repentina salida de su país de origen y no puede abrazar completamente el estilo de vida estadounidense. Sueña con volver algún día con su familia a Kampala. Los efectos de la dictadura de Amin han hecho que Jay desconfíe de los negros.
Mina, por otro lado, se ha asimilado completamente a la cultura estadounidense y tiene un grupo diverso de amigos. Se siente atrapada por el deseo de sus padres de asociarse únicamente con miembros de su propia comunidad. Se enamora de Demetrius (Denzel Washington), un limpiador de alfombras autónomo afroamericano local. Mina es consciente de que sus padres no lo aprobarán y mantiene la relación en secreto. La pareja decide pasar juntos un fin de semana clandestino romántico en  Biloxi, donde son vistos por miembros de la comunidad india, y los chismes comienzan a extenderse. Jay está indignado y avergonzado, y le prohíbe a Mina volver a ver a Demetrius. Mina también enfrenta una aversión sutil y absoluta por parte de la comunidad negra. Demetrius se enfrenta a Jay, quien revela sus experiencias y el trato racista en Uganda, lo que hace que Demetrius critique a Jay por su hipocresía. En última instancia, las dos familias no pueden llegar a un acuerdo con la pareja interracial, que huye del estado juntos en la camioneta de Demetrius.
El deseo de Jay finalmente se hace realidad cuando viaja a Kampala para asistir a un procedimiento judicial sobre la disposición de su casa previamente confiscada. Sin embargo, mientras está en el país, ve cuánto ha cambiado y se da cuenta de que ya no se identifica con la tierra de su nacimiento. Jay regresa a Estados Unidos y renuncia a su sueño de regresar a Uganda, el lugar que consideraba su hogar.

## Reparto
- Denzel Washington – Demetrius Williams
- Sarita Choudhury – Mina
  - Sahira Nair – Young Mina
- Roshan Seth – Jay
- Sharmila Tagore – Kinnu
- Charles S. Dutton – Tyrone Williams
- Joe Seneca – Williben Williams
- Ranjit Chowdhry – Anil
- Joseph Olita – Idi Amin
- Mohan Gokhale – Pontiac
- Mohan Agashe – Kanti Napkin
- Tico Wells – Dexter Williams
- Yvette Hawkins – Aunt Rose
- Anjan Srivastav – Jammubhai (as Anjan Srivastava)
- Mira Nair – Gossip 1
- Rajika Puri – Gossip 2
- Richard Crick – Hotel Customer
- Michael Wawuyo - Soldier on Bus